# Гертс, Эрвин
Эрвин Гертс (нем. Erwin Gehrts; 18 апреля 1890 года, Гамбург, Германия — 10 февраля 1943 года, Берлин, Германия) — полковник Люфтваффе, журналист, антифашист, член движения Сопротивления во время Второй мировой войны, член организации «Красная капелла».

## Биография
Эрвин Гретс родился 18 апреля 1890 года в Гамбурге. Несмотря на юный возраст, уже во время Первой мировой войны он получил звание лейтенанта.
В 1932 году был главным редактором официального периодического издания города Оберхаузен, затем был корреспондентом Tägliche Rundschau в Берлине. В 1928 году в Дуйсбурге познакомился с Харро Шульце-Бойзеном, а в 1935 году вступил в организацию, полуичвшую название «Красная капелла». С 1934 года жил в Берлин-Лихтенраде.
9 октября 1942 года был арестован гестапо. Имперский военный трибунал признал его виновным в «разглашении военной тайны» и приговорил к высшей мере наказания. 10 февраля 1943 года в тюрьме Плёцензее в Берлине приговор был приведен в исполнение.

### Память
По адресу последнего места проживания Эрвина Гретса в Берлине на Уландштрассе, 41а установлен мемориалный камень.

### Избранные сочинения
- Der Aufklärungsflieger. Seine Aufgaben und Leistungen und die Überraschung im künftigen Kriege. Berlin 1939